# Duhovec jednobarvý
Duhovec jednobarvý (Xenopeltis unicolor) je druh hada z čeledi duhovcovitých (Xenopeltidae). Žije v jihovýchodní Asii a některých oblastech Indonésie. Je to primitivní had, známý pro své šupiny s duhovým leskem a jeho schopnost rychle se reprodukovat. Může naklást až 10 vajíček. Žádné poddruhy nejsou v současné době uznány.

## Popis

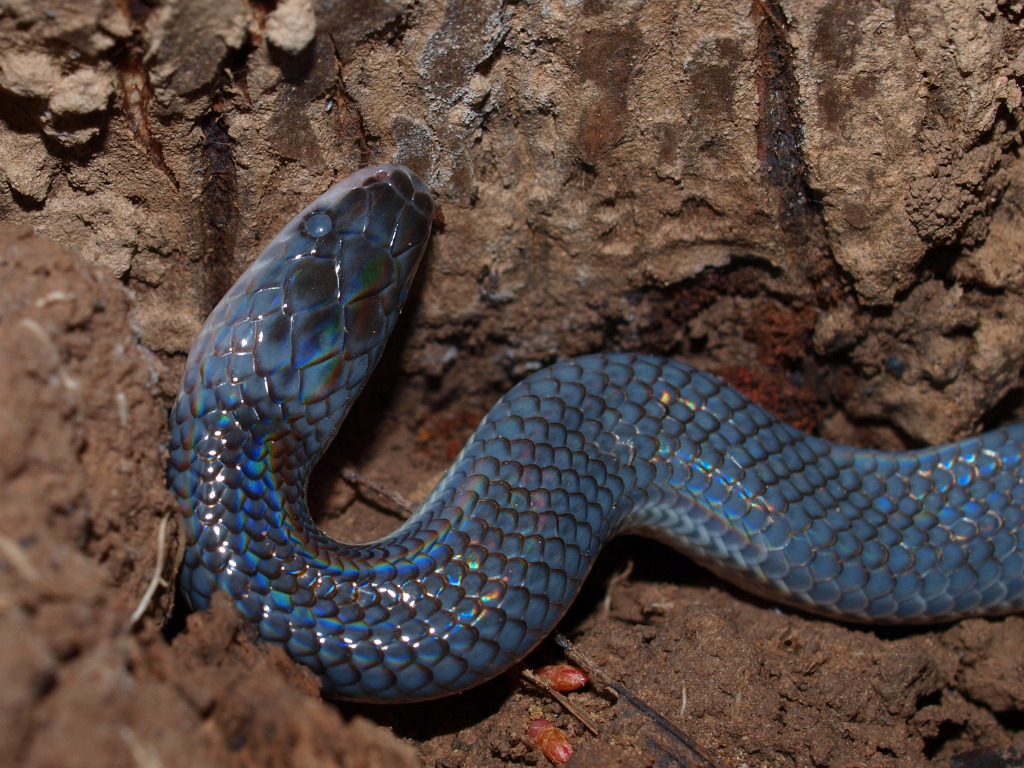
Detailní záběr dospělého jedince

V dospělosti měří na délku asi 1 m. Hlava je klínovitého tvaru, úzká s malým krkem. Jeho nejvíce charakteristickým rysem jsou duhové a lesklé šupiny. Mají vrstvu tmavé pigmentace, která zvyšuje měňavost barev na slunci. Mláďata vypadají velmi podobně jako dospělí, kromě toho, že mají silný bílý "límec" z šupin patrné jen pod hlavou. Toto zbarvení mizí během prvního roku.

## Zeměpisný rozsah
Nalezneme je v Číně (Guangdong a Yunnan), Barmě, na Andamanách a Nikobarských ostrovech, ve Vietnamu, Laosu, Kambodži, Thajsku, západní Malajsii, ostrovech Penang a Singapur a ve východní Malajsii (Sarawak). Dále také obývají Indonésii (Riau Archipelago, Bangka, Billiton, Sumatra, We, Simalur, Nias, Mentavajské ostrovy [Siberut], Borneo, Jáva a Sulawesi) a Filipíny (Balabac, Bongao, Jolo a Palawan).

## Stanoviště
Vyhledávají otevřené oblasti, jako jsou lesní paseky, zahrady a parky. Bývají pozorováni i na rýžových polích.

## Chování
Tito hadi jsou škrtiči, zabíjí svoji kořist udušením. Tráví většinu času pod zemí. Mohou uštknout pokud je s nimi zacházeno hrubě, ale většinou se snaží jen uniknout. Když se cítí ohroženě vibrují ocasem.

## Krmení
Stravu mají pestrou, skládá  se především z žab, plazů, včetně jiných hadů, a malých savců.